# عشق سه‌نفره

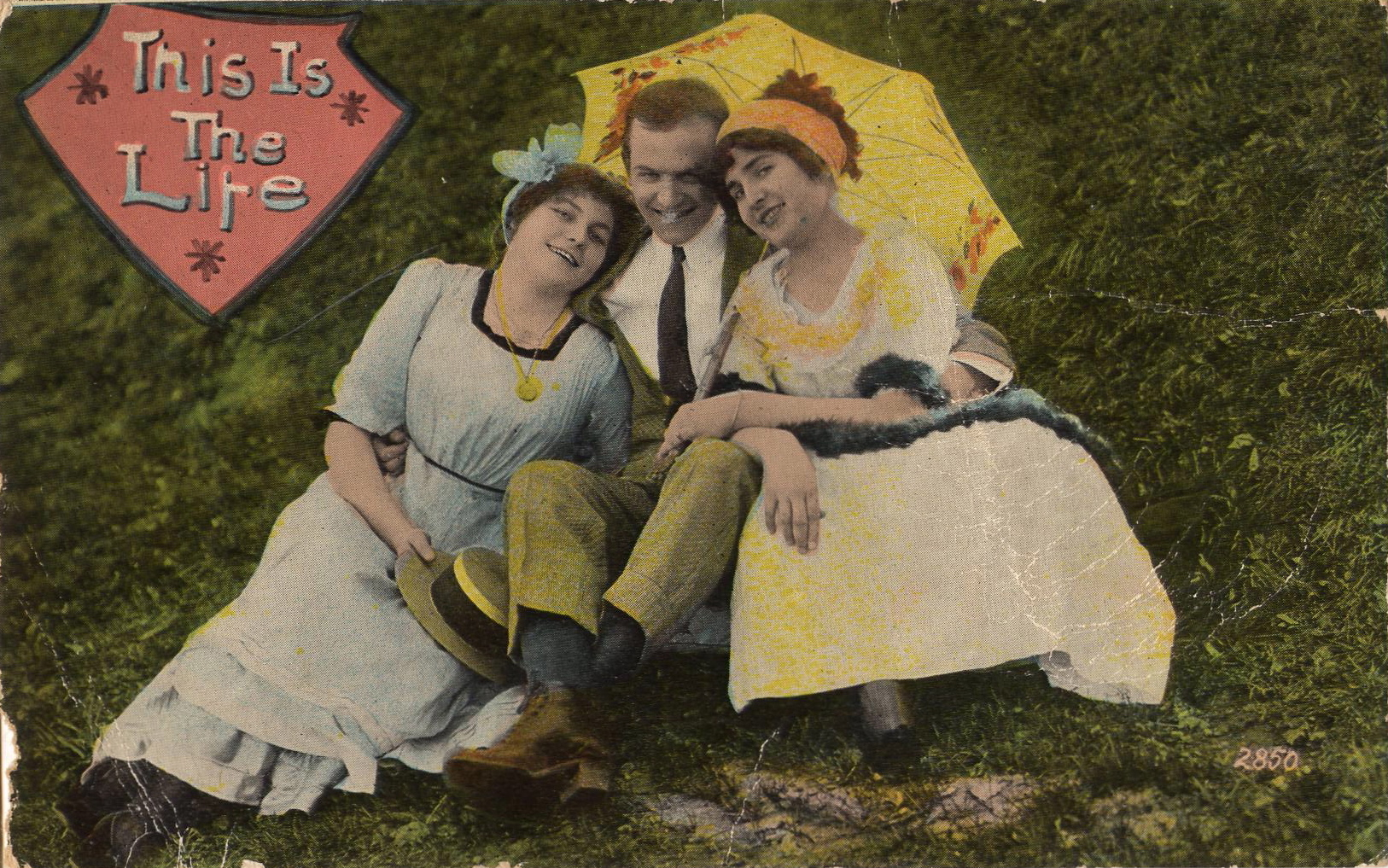
Postcard, c. ۱۹۱۰

عشق سه‌نفره (انگلیسی: Ménage à trois) یا عشق‌بازی سه‌نفره نوعی قرار میان سه نفر برای ایجاد رابطه‌ای میان آنها به وجود می‌آید. در این رابطه طی آن هر سهٔ آنها بین یکدیگر رابطه عشقی یا جنسی برقرار می‌کنند. عشق سه‌نفره در مواردی شامل همخانه بودن آن سه نفر و زندگی با هم به صورت یک خانوار سه‌نفره نیز می‌باشد. عشق سه‌نفره می‌تواند بین یک مرد و دو زن، یا یک زن و دو مرد، پیش بیاید.